# Massa alimentícia

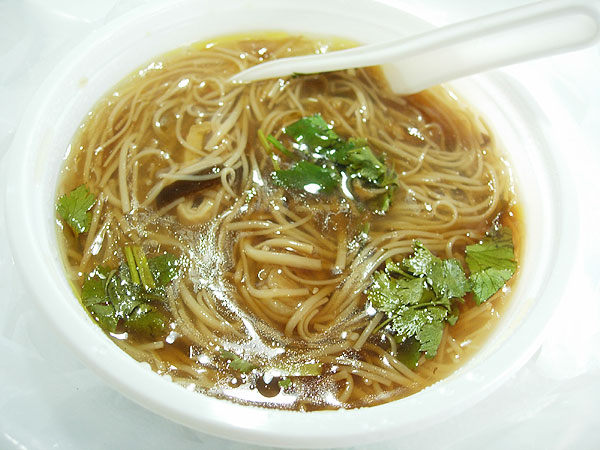
Sopa de massa em Taiwan

As massas alimentícias, como o espaguete e o macarrão, são ingredientes culinários feitos com massa de farinha, geralmente de trigo, a que se dá várias formas que depois são cozidas em água e servidas com diferentes molhos. São equivalentes ao min da culinária oriental ou ao cuscuz da culinária mediterrânica.

## Fabrico das massas alimentícias
As formas de massas alimentícias vão desde lâminas como para lasanha, a canudos como o macarrão, fios de diferentes espessuras, como o spaghetti ou a aletria, ou ainda pequenas figuras como letras, pevides, conchas, espirais e muitas outras. Para fazê-las, a massa pode ser “estendida” com um rolo da massa até ficar da espessura desejada e depois cortada de várias formas; as formas cilíndricas são geralmente feitas numa máquina parecida com a máquina de picar, em que se faz passar a massa por uma placa com orifícios de diferentes tamanhos e formas. Depois de preparada, a massa pode ser imediatamente cozinhada – a massa fresca – ou seca num forno pouco quente, para lhe retirar a maior parte da água, sem modificar o amido – esta massa seca pode ser guardada sem se estragar durante vários meses.
Para além da massa básica, composta apenas de farinha, água e sal, as massas alimentícias podem também ser coradas, quer com corantes artificiais, quer adicionando à massa básica purê de espinafre ou de cenoura, podem ser enriquecidas com ovo e podem ainda ser recheadas, como nos ravioli.

## História das massas alimentícias

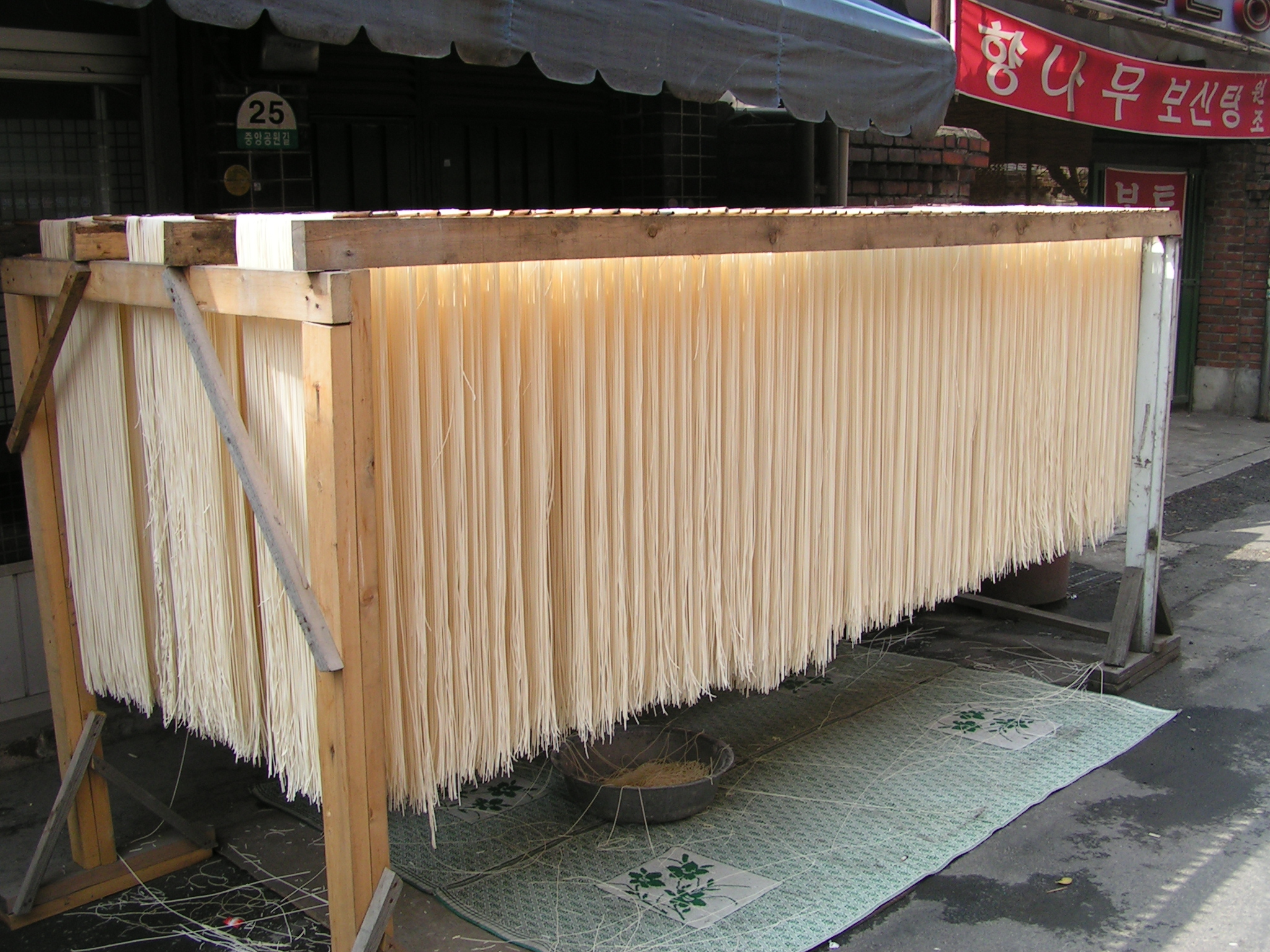
Massa secando nas calçadas de Seul

Por muito tempo se discutiu sobre que povo teria inventado o spaghetti e as massas em geral: os chineses, os árabes ou os italianos. A origem até recentemente admitida era aquela da origem Siciliana, durante a dominação árabe do sul da península. O geógrafo árabe Edrisi, em 1154, relatou de uma "comida de farinha na forma de fios" chamado de “triyah” (do árabe "itrija" ) que era produzida na cidade de Tribia  (Palermo), e exportada em barris em muitos países do Mediterrâneo. Segundo os historiadores Alberto Capatti e Massimo Montanari (no livro "La cucina italiana. Storia di una cultura") nos receituários árabes, a massa já é mencionada no século IX.
Provavelmente a massa "seca", produzida na Sicília, era já conhecida pelos árabes antes da conquista da ilha, especialmente no formado curto, melhor para transportar no deserto, para garantir comida durante as movimentações.
Também existe uma lenda sobre a chegada na Itália do spaghetti, atribuída a Marco Polo que teria trazido essa novidade na volta de sua viagem à China entre 1271 e 1295. Hoje, sabe-se que já havia registros de spaghetti e maccheroni (macarrão) na península anteriores a essa data.

## Itália

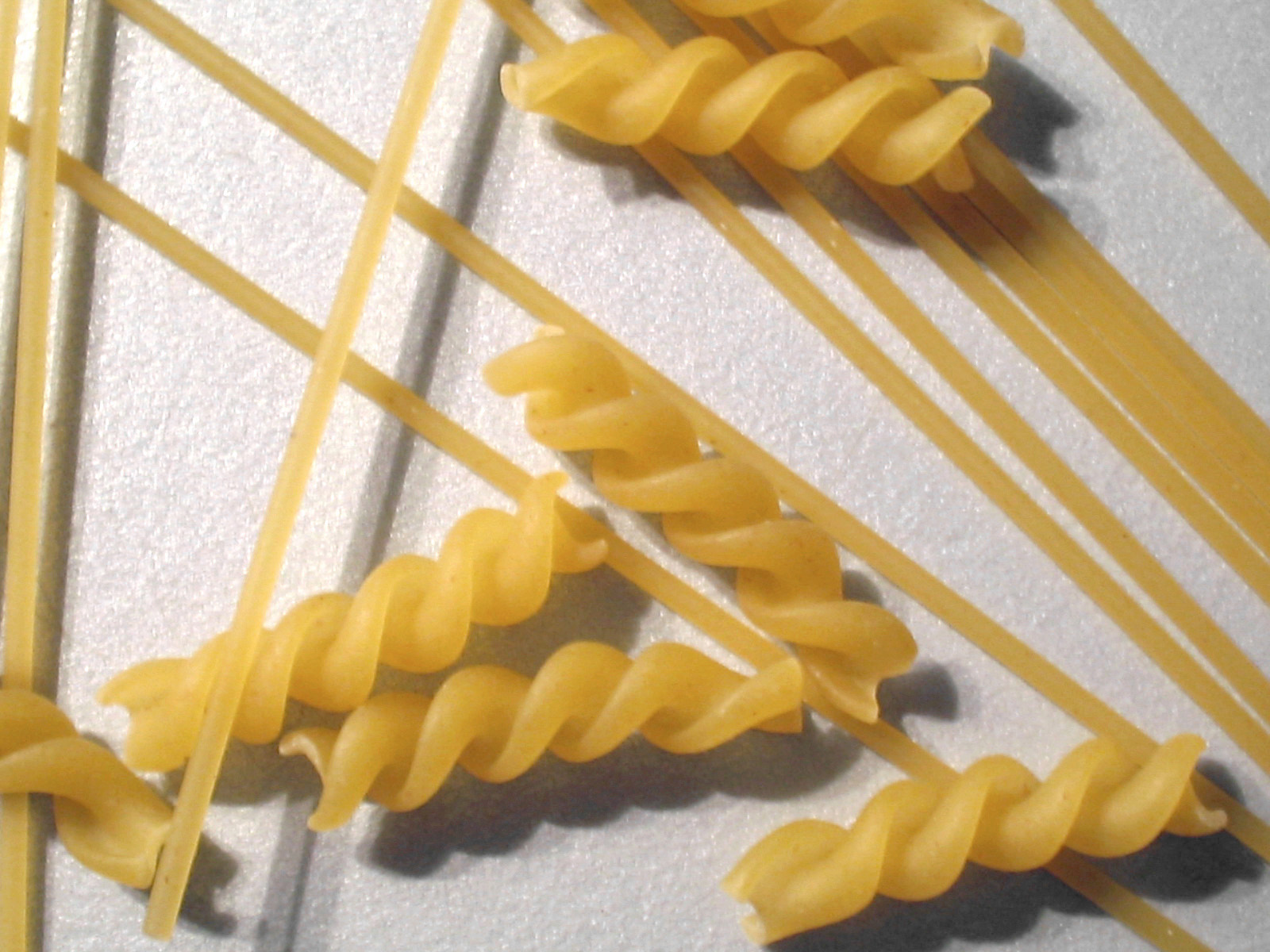
Spaghetti e fusilli

A culinária da Itália é muito rica em pratos compostos de massa. La pasta é servida como prato único, variando unicamente o tipo de massa e o molho, e não servida como acompanhamento.

### Tipos de massa italiana
As massas preparadas na Itália podem ser classificadas, de acordo com a forma, nas seguintes categorias:
- massas longas:
  - seção redonda:  como spaghetti e vermicelli
  - seção perfurada: como bucatini e ziti
  - seção retangular: como trenette e linguine
  - seções largas: como lasanha e reginette

- massas com forma de ninho ou bobina:
  - de grande espessura: como pappardelle
  - de espessura reduzida: como capellini, tagliolini e fettuccine

- massas curtas:
  - maiores: como rigatoni, sedani, fusilli, penne, tortiglioni, farfalle e garganelli
  - menores: como pipe, conchiglie, ditali e orecchiette

- massas pequenas (específicas para uso em sopas):
  - como quadrucci, stelline e ditalini

- massas recheadas:
  - como tortellini, ravioli, agnolotti (também chamado de agnolini em alguns lugares do Brasil) e canelone